# Maler von Vatikan 365

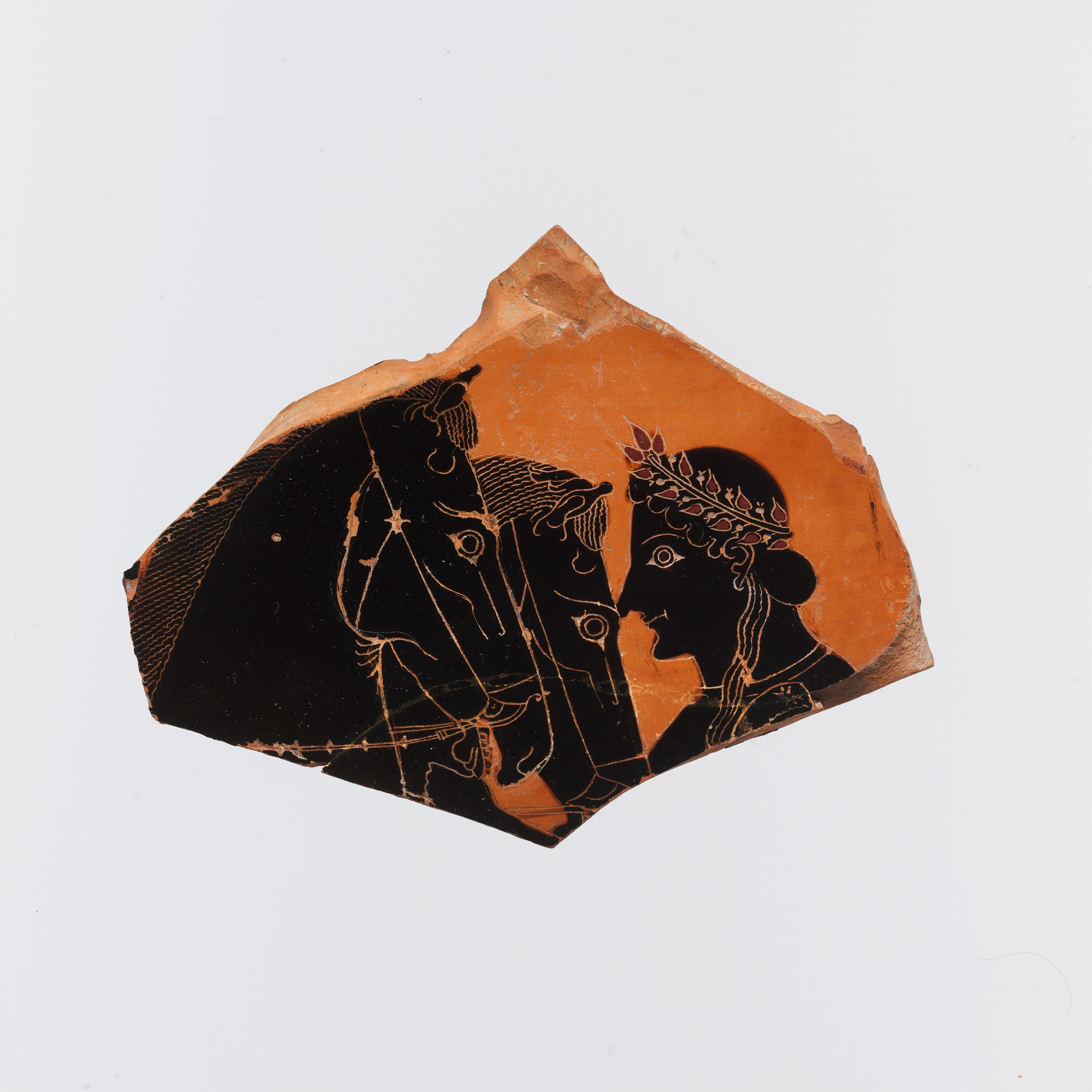
Fragment einer Amphora, die wahrscheinlich vom Maler von Vatikan 365 bemalt wurde; Anschirrszene, um 540–530 v. Chr., Metropolitan Museum of Art, 20.259

Der Maler von Vatikan 365 war ein mit einem Notnamen bezeichneter attischer Vasenmaler des schwarzfigurigen Stils des dritten Viertels des 6. Jahrhunderts v. Chr.
Der Maler von Vatikan 365 war einer der späten Vertreter der Schwarzfigurigen Vasenmalerei, die zu dieser Zeit vom neuen rotfigurigen Stil in ihre letzte Phase gedrängt wurde. Seinen Notnamen bekam er von einer Namenvase, die sich in den Vatikanischen Museen befindet und die Inventarnummer 365 trägt. Der Maler von Vatikan 365 gilt als kein besonders herausragender Künstler, dem jedoch einige nennenswerte Arbeiten zugeschrieben werden können.